# Venslavî, Lohvîțea
Venslavî (în ucraineană Венслави) este un sat în comuna Rîhî din raionul Lohvîțea, regiunea Poltava, Ucraina.

## Demografie
Componența lingvistică a localității Venslavî
     Ucraineană (99,24%)
     Alte limbi (0,76%)
Conform recensământului din 2001, majoritatea populației localității Venslavî era vorbitoare de ucraineană (99,24%), existând în minoritate și vorbitori de alte limbi.